# Braquage de la Northern Bank
 (juillet 2023).
La mise en forme du texte ne suit pas les recommandations de Wikipédia : il faut le « wikifier ».
Les points d'amélioration suivants sont les cas les plus fréquents. Le détail des points à revoir est peut-être précisé sur la page de discussion.
- Les titres sont pré-formatés par le logiciel. Ils ne sont ni en capitales, ni en gras.
- Le texte ne doit pas être écrit en capitales (les noms de famille non plus), ni en gras, ni en italique, ni en « petit »…
- Le gras n'est utilisé que pour surligner le titre de l'article dans l'introduction, une seule fois.
- L'italique est rarement utilisé : mots en langue étrangère, titres d'œuvres, noms de bateaux, etc.
- Les citations ne sont pas en italique mais en corps de texte normal. Elles sont entourées par des guillemets français : « et ».
- Les listes à puces sont à éviter, des paragraphes rédigés étant largement préférés. Les tableaux sont à réserver à la présentation de données structurées (résultats, etc.).
- Les appels de note de bas de page (petits chiffres en exposant, introduits par l'outil «  Source ») sont à placer entre la fin de phrase et le point final[comme ça].
- Les liens internes (vers d'autres articles de Wikipédia) sont à choisir avec parcimonie. Créez des liens vers des articles approfondissant le sujet. Les termes génériques sans rapport avec le sujet sont à éviter, ainsi que les répétitions de liens vers un même terme.
- Les liens externes sont à placer uniquement dans une section « Liens externes », à la fin de l'article. Ces liens sont à choisir avec parcimonie suivant les règles définies. Si un lien sert de source à l'article, son insertion dans le texte est à faire par les notes de bas de page.
- La présentation des références doit suivre les conventions bibliographiques. Il est recommandé d'utiliser les modèles {{Ouvrage}}, {{Chapitre}}, {{Article}}, {{Lien web}} et/ou {{Bibliographie}}. Le mode d'édition visuel peut mettre en forme automatiquement les références.
- Insérer une infobox (cadre d'informations à droite) n'est pas obligatoire pour parachever la mise en page.

Pour une aide détaillée, merci de consulter Aide:Wikification.
Si vous pensez que ces points ont été résolus, vous pouvez retirer ce bandeau et améliorer la mise en forme d'un autre article.

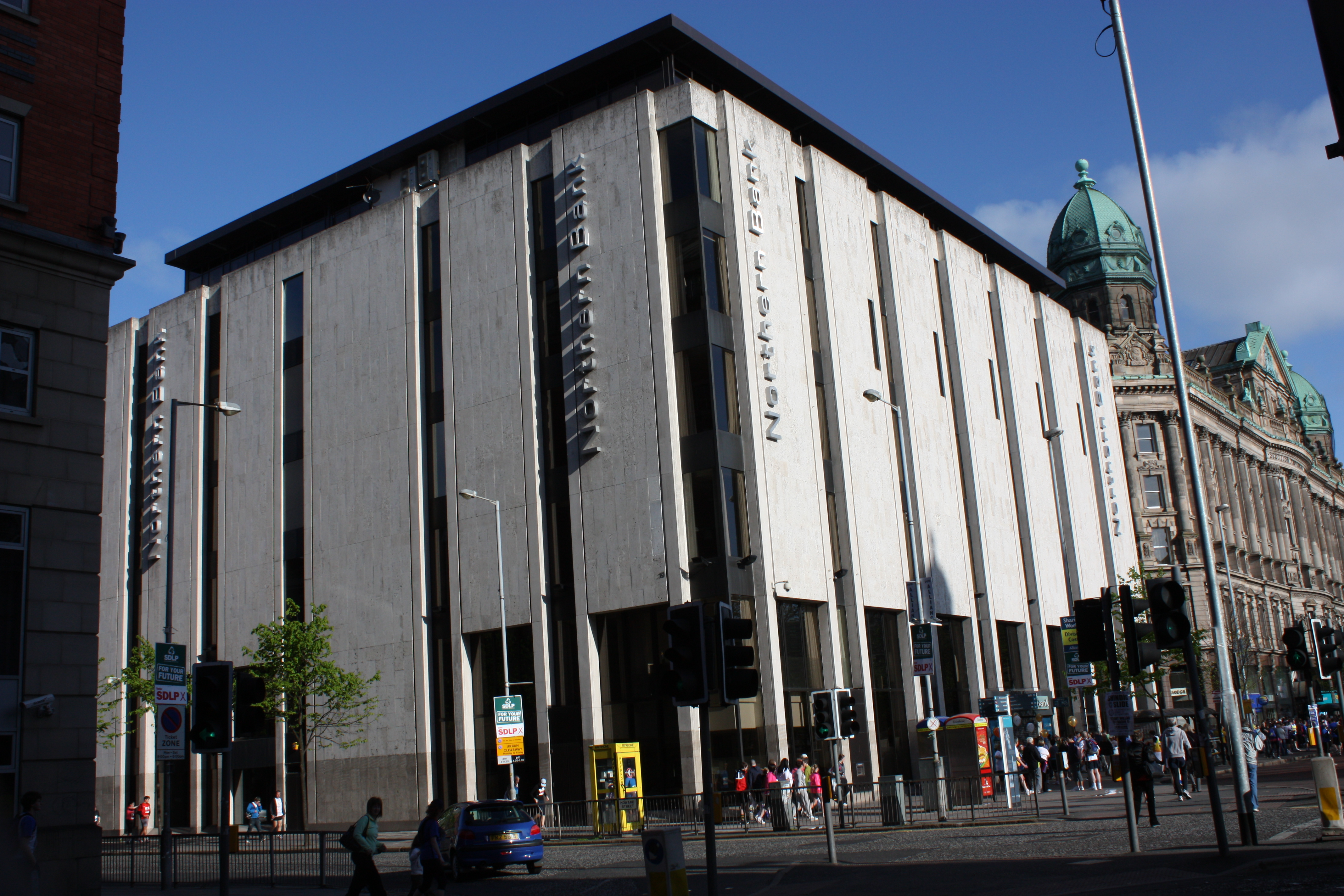
Siège de la Northern Bank sur Donegall Square

Le 20 décembre 2004, 26,5 millions de livres sterling en espèces ont été volées au siège de la Northern Bank à Donegall Square West à Belfast, en Irlande du Nord. Après avoir pris en otage les membres de la famille de deux fonctionnaires de la banque, un gang armé a forcé les employés à l'aider à voler des billets de banque en livres sterling, usagés ou non. L'argent a été chargé dans une camionnette et a été emporté en deux fois. Il s'agit de l'un des plus grands braquages de banque de l'histoire du Royaume-Uni.
Le service de police d'Irlande du Nord (PSNI), l'Independent Monitoring Commission, le gouvernement britannique et le Taoiseach (premier ministre de la république d'Irlande) ont tous affirmé que l'Armée républicaine irlandaise provisoire (IRA) était responsable. L'IRA et le Sinn Féin ont démenti ces affirmations. Tout au long de l'année 2005, les forces de police d'Irlande du Nord et de la république d'Irlande ont procédé à des arrestations et à des perquisitions. Une somme de 2,3 millions de livres sterling a été saisie au domicile d'un conseiller financier, Ted Cunningham, dans le comté de Cork, et Phil Flynn a été contraint de démissionner de son poste de président de la Bank of Scotland, parce qu'il était administrateur de l'une des sociétés de Cunningham. Cunningham a été condamné en 2009 pour blanchiment d'argent, sa condamnation a été annulée en 2012 et il a été condamné lors d'un nouveau procès en 2014. Chris Ward, l'un des responsables de banque menacés par le gang, a lui-même été arrêté en novembre 2005 et accusé de vol. L'accusation n'a présenté aucune preuve au procès et il a été libéré.
La Northern Bank a annoncé peu après le vol qu'elle remplacerait ses billets de 10, 20, 50 et 100 livres. Outre le meurtre de Robert McCartney, le braquage a eu des répercussions négatives sur le processus de paix en Irlande du Nord. Il a provoqué un durcissement des relations entre le Taoiseach Bertie Ahern et les représentants du Sinn Féin Gerry Adams et Martin McGuinness. Bien que Cunningham et plusieurs autres personnes aient finalement été condamnés pour des crimes découverts au cours de l'enquête, personne n'a jamais été tenu directement responsable du vol.

## Vol
Au début des années 2000, la Northern Bank (aujourd'hui Danske Bank) était la plus grande banque de détail d'Irlande du Nord, avec 95 agences. Elle appartenait alors à la National Australia Bank et son siège se trouvait à Donegall Square West à Belfast. Elle était l'une des quatre banques d'Irlande du Nord autorisées à imprimer ses propres billets de banque, en coupures de 5, 10, 20, 50 et 100 livres sterling.
Dans la nuit du dimanche 19 décembre 2004, des groupes d'hommes armés se sont présentés aux domiciles de deux employés de la Northern Bank, l'un à Downpatrick, dans le comté de Down, l'autre à Poleglass, à l'ouest de Belfast. Chris Ward a été enlevé de son domicile dans le comté de Down et conduit à Poleglass, où Kevin McMullan (son superviseur à la banque) avait été ligoté par des hommes se faisant passer pour des agents des services de police d'Irlande du Nord (PSNI). Des hommes armés sont restés au domicile de Ward, gardant sa famille en otage. La femme de McMullan a été enlevée de son domicile et retenue dans un lieu inconnu. Les criminels sont partis à 6 heures du matin le lundi 20 décembre 2004, après avoir demandé à McMullan et à Ward de se présenter au travail comme d'habitude au siège de la banque.
Le gang restait constamment en contact avec les travailleurs à l'aide des téléphones portables qui leur avaient été remis. Ils ont reçu l'ordre de dire aux employés de rentrer chez eux plus tôt et de remplir un sac avec un million de livres sterling en billets de 50 et 100 livres sterling. On a ensuite demandé à M. Ward de quitter la banque en portant le sac et de se rendre à un arrêt de bus dans la rue Upper Queen Street voisine, où l'un des braqueurs l'a récupéré. On a considéré par la suite qu'il s'agissait d'un essai en vue du vol principal qui devait avoir lieu dans la soirée:17.  McMullan et Ward sont restés au travail après la fermeture et ont été chargés de charger des caisses de billets sur des chariots. Après avoir dit au personnel de sécurité qu'ils allaient sortir les ordures pour la collecte, ils ont fait quatre voyages pour déplacer les chariots du sous-sol à la salle des coffres, où l'argent était normalement ramassé et déposé. Ils ont recouvert les caisses de mobilier de bureau et de boîtes en carton vides pour les dissimuler. Après que Ward a appelé le gang, une camionnette blanche est venue au siège et a été autorisée par la sécurité à entrer dans la baie, où les deux employés de banque ont mis 15 minutes à tout charger:20-21.  Les criminels ont déclaré qu'ils reviendraient chercher d'autres chariots, ordonnant à Ward et McMullan d'en remplir autant que possible. Lorsque la camionnette est revenue, ils n'en avaient rempli que deux autres, qui ont à nouveau été transportés du sous-sol à la camionnette:22-23. Les deux employés ont ensuite fermé la banque, déclenché les alarmes et quitté les lieux comme à l'accoutumée. Ils se sont rendus en voiture au domicile de M. Ward, où les hommes masqués gardaient toujours sa famille. Vers 21 heures, les malfaiteurs sont partis, en prenant soin d'effacer toute trace médico-légale de leur présence en frottant les surfaces et en emportant les gobelets qu'ils avaient utilisés:23-24.  Au bout de vingt minutes, McMullan est parti et a regagné son domicile:25.  À peu près au même moment, la femme de McMullan a été conduite à la forêt de Drumkeeragh, près de Ballynahinch, puis relâchée. Elle s'est rendue à une maison pour donner l'alerte, où elle a été soignée pour hypothermie. À 23 heures, conformément à ses dernières instructions, Ward a appelé la police pour l'informer que le vol avait eu lieu:25.
Les criminels ont emporté un total de 26,5 millions de livres sterling : 16,5 millions de livres sterling en billets de banque non circulés de la Northern Bank ; 5,5 millions de livres sterling en billets usagés de la Northern Bank ; 4,5 millions de livres sterling en billets usagés fournis par d'autres banques ; et de plus petites sommes en espèces dans d'autres monnaies, dont l'euro et le dollar américain:38,. Alors que les billets neufs et non circulés (9 millions de livres en billets de 20 livres et 7,5 millions de livres en billets de 10 livres) seraient difficiles à blanchir puisque la banque a immédiatement annoncé les numéros de série, les billets usagés étaient intraçables:38... La police a rapidement mis en place une enquête composée de 50 détectives. Le chef adjoint de la police, Sam Kincaid, a déclaré : "Il ne s'agit pas d'un crime chanceux, mais d'un crime bien organisé".

## Premières réponses

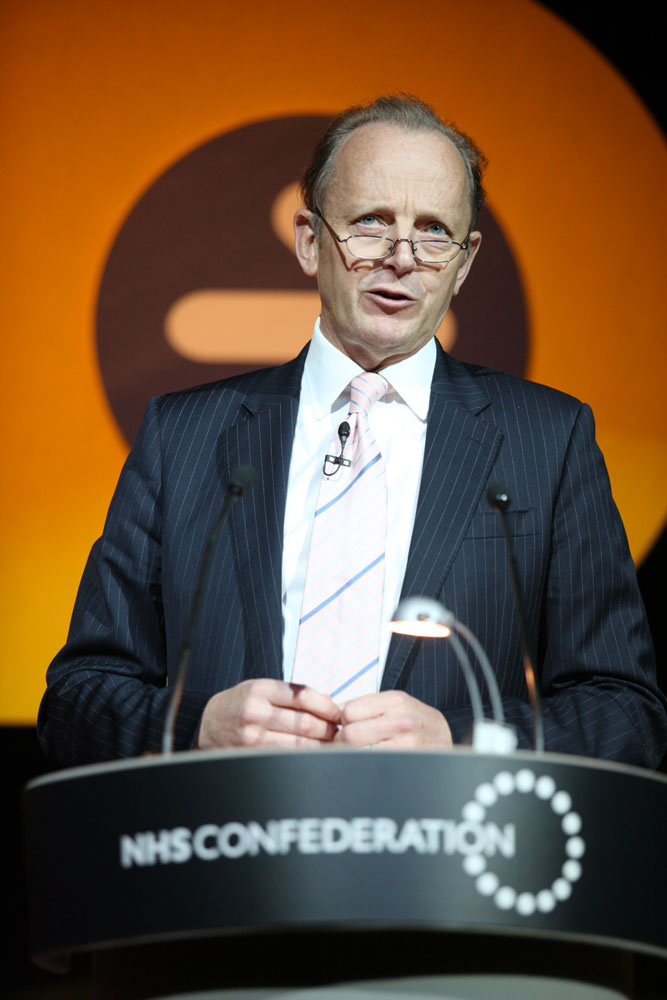
Hugh Orde, chef de la police d'Irlande du Nord, a accusé l'Armée républicaine irlandaise provisoire (IRA) d'avoir organisé le vol.

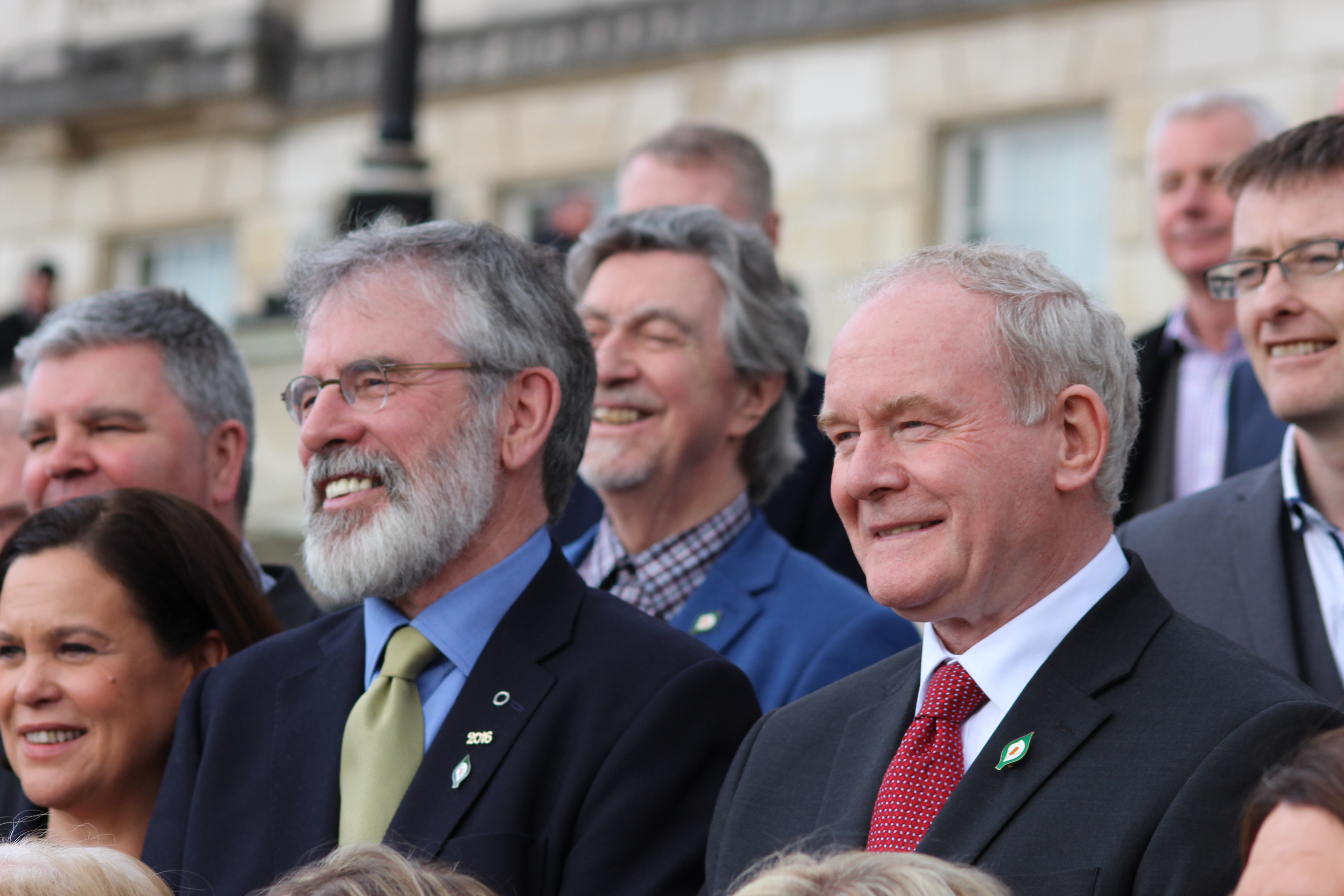
Le négociateur en chef du Sinn Féin, Martin McGuinness (ici à droite avec Gerry Adams à gauche), a nié que l'IRA soit à l'origine du vol.

Bien que les services de police d'Irlande du Nord (PSNI) aient d'abord refusé de se prononcer sur l'identité des personnes impliquées, un certain nombre de commentateurs, dont le journaliste Kevin Myers du Daily Telegraph, ont rapidement accusé l'Armée républicaine irlandaise provisoire (IRA). Un officier supérieur de la police, cité par le journal The Guardian, a déclaré : "Cette opération a nécessité une grande expertise et une bonne coordination : "Cette opération a nécessité une grande expertise et une bonne coordination, probablement plus que ce que possèdent les gangs loyalistes".
Le 7 janvier 2005, le chef de la police de la PSNI, Hugh Orde, a publié un rapport intérimaire dans lequel il attribuait la responsabilité du vol à l'IRA provisoire. Le gouvernement britannique s'est rallié à l'évaluation d'Orde, tout comme la Commission de surveillance indépendante (l'organisme désigné par les gouvernements irlandais et britannique pour superviser les cessez-le-feu en Irlande du Nord),. Le Sinn Féin a toutefois nié les affirmations du chef de la police, affirmant que l'IRA n'avait pas mené le raid et que les responsables du Sinn Féin n'avaient pas eu connaissance du vol et ne l'avaient pas cautionné. Martin McGuinness (l'un des principaux négociateurs du Sinn Féin) a déclaré que l'accusation de M. Orde ne représentait "rien de plus que des allégations politiquement biaisées. Cela a plus à voir avec l'arrêt du processus de changement que le Sinn Féin a fait avancer qu'avec ce qui s'est passé à la Northern Bank",. D'autre part, Bertie Ahern, le Taoiseach irlandais, a déclaré qu'"une opération de cette ampleur avait manifestement été planifiée à un moment où j'étais en négociation avec ceux qui connaissaient la direction du mouvement provisoire". La Commission de contrôle indépendante a recommandé que le Sinn Féin soit condamné à une amende pour avoir autorisé le vol et a fait remarquer dans son rapport que "la direction et la base du Sinn Féin doivent faire le choix entre une association et un soutien continus à la criminalité de l'IRA provisoire et la voie d'un parti politique exclusivement démocratique".
L'IRA provisoire a publié une déclaration le 18 janvier 2005, disant que "l'IRA a été accusée d'être impliquée dans le récent vol de la Northern Bank. Nous ne sommes pas impliqués". Malgré ce démenti de l'IRA provisoire, l'opinion publique nord-irlandaise, en particulier dans les milieux unionistes, était largement convaincue qu'elle était responsable,. Les commentateurs des grands médias britanniques ont émis l'hypothèse que le vol avait pour but soit de garantir un fonds de pension pour les membres actifs de l'IRA, soit de soutenir la campagne électorale du Sinn Féin,. En février 2005, le ministre irlandais de la justice, Michael McDowell, a accusé Gerry Adams (député Sinn Féin de Belfast West), Martin McGuinness et Martin Ferris (député Sinn Féin de Kerry North) d'être non seulement membres de l'IRA, mais aussi de la diriger depuis leurs postes au sein du conseil de l'armée de l'IRA.

## Enquêtes et arrestations
Le 10 février 2005 (jour de la publication du rapport de la Commission de contrôle indépendante), des maisons situées près de Beragh, dans le comté de Tyrone, et appartenant à deux frères, ont été perquisitionnées dans le cadre du cambriolage, mais rien n'a été trouvé:47,. En république d'Irlande, la Garda Síochána a annoncé le 17 février qu'elle avait arrêté sept personnes et récupéré plus de 2 millions de livres sterling, dont 60 000 livres sterling en billets de la Northern Bank, lors de descentes effectuées dans les régions de Cork et de Dublin, dans le cadre d'une enquête sur le blanchiment d'argent. Le commissaire de la Garda, Noel Conroy, n'a pas officiellement confirmé que les raids étaient liés au vol de la Northern Bank, mais a déclaré que l'IRA était derrière le blanchiment. Les arrestations ont été effectuées en vertu de la loi relative aux atteintes à la sûreté de l'État. Parmi les personnes arrêtées figurent plusieurs hommes de Derry et un ancien candidat du Sinn Féin au parlement irlandais. Trois hommes ont été arrêtés à la gare de Heuston, à Dublin, et Don Bullman aurait transporté 94 000 euros (62 000 livres sterling) dans une boîte de lessive Daz,. Bullman a été condamné à quatre ans de prison en 2007 pour appartenance à l'IRA. Le juge qui a prononcé la sentence a déclaré que sa condamnation ne donnait aucune indication quant à sa culpabilité dans d'autres affaires telles que le vol dans le Nord.
Dans une maison appartenant au conseiller financier Ted Cunningham à Farran, dans le comté de Cork, 2,3 millions de livres sterling ont été saisis après avoir été découverts cachés dans du compost, et Cunningham et sa femme ont été emmenés pour un nouvel interrogatoire,. Phil Flynn, président de la Bank of Scotland (Ireland), ancien vice-président du Sinn Féin et conseiller du Taoiseach, a déclaré à la police qu'il était directeur non exécutif de Chesterton Finance, une société appartenant à Cunningham,. En conséquence, son domicile et ses bureaux ont été perquisitionnés et il a démissionné de ses fonctions en attendant les résultats de l'enquête. Le directeur du Northern Ireland Policing Board a également démissionné parce qu'il était directeur non exécutif d'une société liée à Flynn:162.  Le lendemain (18 février), les Gardaí de Passage West, à Cork, ont arrêté un homme qui avait été signalé comme brûlant des billets de banque en livres sterling dans son jardin ; il a été libéré sans inculpation puis finalement condamné en 2009 pour 200 munitions pour un fusil Kalachnikov qui ont été trouvées dans son grenier lors de la perquisition de la maison,. Un autre homme de Cork a remis 175 000 livres sterling, puis, peu après, trois hommes d'affaires ont remis un total de 225 000 livres sterling, les quatre personnes affirmant que Cunningham leur avait demandé de s'occuper de l'argent:165,.  Cunningham était lié à des intérêts commerciaux en Bulgarie et les analystes ont suggéré qu'il aidait l'IRA à y blanchir de l'argent en investissant dans l'immobilier:158,.
Lors d'un autre incident survenu le samedi 19 février 2005, le PSNI a confirmé qu'il avait récupéré 50 000 livres sterling en billets inutilisés de la Northern Bank dans les toilettes du Newforge Country Club, un club sportif et social de Belfast destiné aux officiers de police en activité et à la retraite. La PSNI a déclaré qu'il s'agissait d'un coup d'éclat visant à détourner l'attention du vol, qui faisait pourtant l'objet d'une enquête. Il a été confirmé par la suite que l'argent trouvé au club avait bien été dérobé lors du cambriolage.
Le 12 octobre, le commissaire Noel Conroy de la Garda a déclaré lors d'une conférence sur l'application de la loi à Dublin qu'il était convaincu que l'argent récupéré à Cork en février provenait du vol de la Northern Bank. En novembre, le PSNI a arrêté cinq hommes : deux à Kilcoo, dans le comté de Down, et un à Belfast, Dungannon et Coalisland. En signe de protestation, la foule a bloqué la route entre Castlewellan et Newry, près de Kilcoo, avec des véhicules incendiés. Hugh Orde a défendu l'action de la police en la qualifiant de "proportionnée", tandis que Michelle Gildernew, députée du Sinn Féin, a déclaré que les raids faisaient "partie d'un coup politique". Un homme de Kilcoo a été inculpé de vol, de prise d'otage et de possession d'une arme à feu ou d'une imitation d'arme à feu. L'individu arrêté à Dungannon a été nommé Brian Arthurs, membre du Sinn Féin et frère de Declan Arthurs, un volontaire de l'IRA tué en 1987. L'homme originaire de Coalisland a été accusé d'avoir fait de fausses déclarations à la police au sujet d'une camionnette Ford Transit blanche qui aurait été utilisée pour le cambriolage. À la fin de l'année 2005, les enquêtes de police avaient abouti à un total de 13 arrestations et 22 perquisitions. Toutes les charges retenues contre les hommes de Kilcoo et de Coalisland ont été abandonnées par le ministère public en janvier 2007 ; Hugh Orde a qualifié cette évolution de "revers".

## Procès de l'unité
Chris Ward, l'un des deux employés de banque menacés par le gang pendant le braquage, a été arrêté en relation avec le braquage le 29 novembre 2005 et le PSNI a perquisitionné son domicile. Une autre employée de banque, une femme de 22 ans dont le nom n'a pas été révélé, a également été arrêtée le même jour. Le 2 décembre, la police s'est rendue à bord de 25 Land Rovers pour faire une descente à Casement Park, le stade et club social de la Association Athlétique Gaélique à l'ouest de Belfast, parce que Ward y travaillait à temps partiel. La GAA a signalé l'affaire au gouvernement irlandais, déclarant qu'elle n'avait pas été avertie du raid. Le 7 décembre, devant le tribunal de Belfast, Ward a été poursuivi pour vol qualifié et utilisation d'une arme à feu. L'accusation s'est basée sur ses actions dans les jours précédant et pendant le raid, sur un horaire de travail suspect et sur des divergences dans ses déclarations initiales à la police. Ward a nié l'accusation et a affirmé que la police le harcelait, lui et sa famille, dans le but de le faire accuser d'être l'homme de main de l'opération. Ward s'est plaint que la police l'avait retenu plus longtemps que le gang n'avait retenu sa famille en otage.
Ward a été mis en liberté sous caution et la date de septembre 2008 a été fixée pour le procès devant un tribunal de Diplock,. Lors du procès pour vol et séquestration, l'accusation n'a présenté aucune preuve. M. Ward a été acquitté de tous les chefs d'accusation et relaxé par le juge. L'accusation a reconnu que la modification du plan de travail sur laquelle elle s'appuyait avait été "le résultat d'une décision fortuite de la direction". L'avocat de M. Ward a déclaré qu'il avait été victime d'une "farce kafkaïenne".

## Condamnation de Cunningham
En mars 2009, Ted Cunningham a été reconnu coupable par le tribunal itinérant de Cork de dix chefs d'accusation pour le blanchiment de plus de 3 millions de livres sterling provenant du cambriolage. Il a été placé en détention provisoire et a ensuite été condamné à une peine de dix ans d'emprisonnement,. Son fils a également été reconnu coupable d'un chef d'accusation de blanchiment d'argent. Cunningham père a fait appel et sa condamnation a été annulée par la Cour d'appel pénale en mai 2012. La cour a décidé que le mandat utilisé pour perquisitionner son domicile n'était pas valable car il avait été délivré par l'officier supérieur de la Garda chargé de l'enquête en vertu de l'article 29(1) de la loi sur les infractions contre l'État, que la Cour suprême a récemment jugée contraire à la Constitution irlandaise. La Cour a ordonné un nouveau procès pour neuf des dix chefs d'accusation initiaux de blanchiment d'argent. Il a ordonné que le dixième, relatif à une somme d'argent prétendument trouvée au domicile de Cunningham, ne fasse pas l'objet d'un nouveau procès. Cunningham a été placé en détention provisoire avec possibilité de libération sous caution.
Lors du nouveau procès en février 2014, Ted Cunningham a plaidé coupable et a été condamné à cinq ans de prison avec sursis pour deux chefs d'accusation de blanchiment d'environ 275 000 livres sterling. Il a évité l'emprisonnement en raison de son mauvais état de santé et de sa promesse de démissionner de Chesterton Finance. Les sommes de 2,985 millions de livres sterling et de 45 000 euros saisies lors de descentes de police ont été confisquées au profit de l'État. En 2020, Cunningham a intenté un procès à la Northern Bank au sujet de l'argent saisi, alléguant que la Gardai l'avait saisi de manière inappropriée.

## Héritage
La Northern Bank a annoncé peu après le vol qu'elle remplacerait ses billets de 10, 20, 50 et 100 livres ; les nouveaux billets auraient des couleurs différentes, de nouveaux logos et des numéros de série modifiés,. En mars 2005, c'était chose faite, ce qui signifie que les billets non circulés qui avaient été volés seraient difficiles à dépenser. Il restait donc 4,5 millions de livres en billets provenant d'autres banques et 5,5 millions de livres en vieux billets usagés de la Northern Bank, qui étaient impossibles à retracer.
Après l'accord du Vendredi saint de 1998, qui a mis un terme provisoire aux troubles, la situation politique à Belfast est restée tendue. Fin 2004, les différentes parties au processus de paix en Irlande du Nord parviennent à un accord, mais lors d'une réunion tenue le 8 décembre en présence de Bertie Ahern, Tony Blair, Gerry Adams et Martin McGuinness, les représentants du Sinn Féin refusent de promettre que l'IRA provisoire mettra fin à ses activités criminelles. Moins de deux semaines plus tard, le braquage de la Northern Bank a de nouveau attisé les tensions puisque, malgré les dénégations du Sinn Féin, l'IRA a été accusée par Ahern et Blair d'être à l'origine du braquage,. En 2005, le secrétaire d'État britannique pour l'Irlande du Nord, Paul Murphy, a déclaré : "Je ne peux pas cacher que je pense que l'impact est profondément préjudiciable". Mark Durkan, chef du parti social-démocrate et travailliste nationaliste irlandais, a condamné l'IRA en tant qu'entreprise criminelle. L'IRA a rejeté ces déclarations et Gerry Adams a déclaré que "la déclaration de l'IRA est évidemment une conséquence directe de la position rétrograde des deux gouvernements [...] C'est la preuve d'une crise qui s'aggrave et je le regrette beaucoup".
Des fuites de communications américaines ont révélé que Bertie Ahern soupçonnait Gerry Adams et Martin McGuinness d'être au courant du vol, ce qui l'a amené à durcir son attitude à leur égard. Les caméras de surveillance de la Garda avaient enregistré la rencontre d'Adams avec Ted Cunningham avant le vol. Parallèlement au meurtre de Robert McCartney en janvier 2005, le cambriolage a incité le gouvernement américain à bloquer la collecte de fonds pour le Sinn Féin aux États-Unis (l'interdiction a été levée en novembre 2005). Lorsque Gerry Adams a nié toute implication de l'IRA, le parti unioniste d'Ulster (UUP) a annoncé qu'il ne pouvait plus partager le pouvoir avec le Sinn Féin et s'est retiré de la coalition qui gouverne l'Irlande du Nord,. Bobby Storey est arrêté et libéré sans inculpation pour le meurtre de McGuigan. Storey avait été accusé par David Burnside, membre du Parlement du parti unioniste d'Ulster (UUP), d'être l'organisateur du cambriolage de la Northern Bank, en vertu du privilège parlementaire à la Chambre des communes du Royaume-Uni,.
En 2014, l'ancien directeur de l'Agence de recouvrement des actifs a déclaré qu'il pensait que l'IRA avait encore du mal à blanchir une partie de l'argent emporté lors du braquage en raison de l'ampleur du butin. Ricky O'Rawe, ancien braqueur de l'IRA, a publié en 2018 un ouvrage de fiction intitulé Northern Heist, qui relate un braquage de banque à Belfast présentant de fortes similitudes avec le braquage de la Northern Bank. En 2018, ce braquage reste l'un des plus importants de l'histoire du Royaume-Uni et de la république d'Irlande, et personne n'a été tenu pour directement responsable. Il s'agissait du plus important vol d'argent liquide au Royaume-Uni jusqu'au braquage du dépôt de Securitas en 2006, au cours duquel près de 53 millions de livres sterling avaient été dérobées:231.